# ローイオ・デル・サングロ
ローイオ・デル・サングロ（イタリア語: Roio del Sangro）は、イタリア共和国アブルッツォ州キエーティ県にある、人口約100人の基礎自治体（コムーネ）。

## 地理

### 位置・広がり

#### 隣接コムーネ
隣接するコムーネは以下の通り。
- カスティリオーネ・メッセール・マリーノ
- モンテフェッランテ
- ロゼッロ
- ヴィッラ・サンタ・マリーア